# (32929) 1995 QY9
(32929) 1995 QY9 é um plutino. Possui uma excentricidade de 0.26924158 e uma inclinação de 4.82795º.
Foi descoberto no dia 31 de agosto de 1995 por David C. Jewitt e Jun Chen em Mauna Kea.